# Épieds, Aisne

Épieds este o comună în departamentul Aisne din nordul Franței. În 1 ianuarie 2022 avea o populație de 411 de locuitori.